# Reaumuria negevensis
Reaumuria negevensis är en tamariskväxtart som beskrevs av Zoh. och Danin. Reaumuria negevensis ingår i släktet Reaumuria och familjen tamariskväxter. Inga underarter finns listade.